# Chung Hyeon
Dans ce nom coréen, le nom de famille, Chung, précède le nom personnel.
Chung Hyeon (en hangeul 정현), né le 19 mai 1996 à Suwon, est un joueur de tennis sud-coréen, professionnel depuis 2014.
À l'âge de 21 ans, il remporte la 1re édition du Next Gen, puis devient quelques mois plus tard le premier Coréen à atteindre les demi-finales dans un tournoi d'un Grand Chelem lors de l'Open d'Australie 2018. Il atteint la 19e place mondiale cette année-là. Malgré ces débuts prometteurs, il n'a atteint aucune finale sur le circuit principal, en partie à cause de nombreuses blessures.

## Biographie
Chung Hyeon commence le tennis à l'âge de six ans. Son frère ainé, Hong, est classé 507e mondial en 2017. Son père Seok-jin, professeur de tennis, a été un bon joueur sur le plan national au début des années 1990[réf. nécessaire]. C'est lui qui fait découvrir le tennis à son fils Chung Hyeon, astigmate, dans le but d'améliorer sa vue. Dès ses débuts, il joue donc avec des lunettes. Entre ses 13 et 15 ans, il s'entraîne à l'IMG Academy, à Bradenton, en Floride.

## Carrière

### Débuts prometteurs
Chung Hyeon remporte le tournoi de tennis junior Orange Bowl dans deux catégories, celles des moins de 12 ans (en 2008) et des moins de 16 ans (en 2011). 
En 2013, il est finaliste junior du tournoi de Wimbledon en simple garçons. Cette même année, il remporte aussi son premier titre en catégorie Futures à Gimcheon.
En août 2014, il remporte son premier Challenger à Bangkok et termine l'année à la 173e place mondiale. Ses bons résultats lui permettent d'être appelé à jouer avec l'équipe de Corée du Sud de Coupe Davis.
En 2015, il remporte les tournois Challenger de Burnie en février puis de Savannah en avril, ce qui lui permet d'intégrer le top 100. Il s'impose encore à Busan en mai et Kaohsiung en septembre. Il est qualifié pour les deux derniers tournois du Grand Chelem. Il perd au premier tour du tournoi de Wimbledon face à Pierre-Hugues Herbert, seulement 8-10 dans le cinquième set, et remporte un match à l'US Open face à James Duckworth avant de s'incliner face à la 5e tête de série Stanislas Wawrinka, dans un match serré, (62-7, 64-7, 66-7) de plus de trois heures de jeu. À la fin de la saison, il reçoit l'ATP Award du « joueur s'étant le plus amélioré ».
L'année 2016 est gâchée par des blessures aux abdominaux après Roland-Garros. Il ne reprend sur le circuit Challenger qu'en septembre, perdant en finale de Nanchang contre Hiroki Moriya, puis s'imposant à Kaohsiung contre son compatriote Lee Duck-hee et à Kobe contre James Duckworth.

### 2017: victoire aux Masters Next Gen
Il reprend progressivement en 2017, avec un second tour à l'Open d'Australie, perdu contre le futur demi-finaliste, Grigor Dimitrov (6-1, 4-6, 4-6, 4-6). Dans la foulée de cette défaite, il remporte le Challenger d'Hawaï contre Taro Daniel.
Sur terre battue, Chung réalise un bon tournoi à Barcelone : sortant des qualifications, il atteint les quarts de finale sans perdre un set, en battant Denis Istomin, puis les Allemands Philipp Kohlschreiber et Alexander Zverev. Il s'incline contre le 5e mondial, Rafael Nadal (61-7, 2-6) après une bonne résistance dans la première manche. La semaine suivante, il atteint pour la première fois de sa carrière les demi-finales d'un tournoi ATP à Munich en battant Maximilian Marterer, puis la tête de série no 1, Gaël Monfils (6-2, 6-4) et Martin Kližan, avant de s'incliner dans un match serré (6-4, 5-7, 4-6) face à Guido Pella. Disputant ensuite les Internationaux de France, il réussit avec panache à battre Sam Querrey, tête de série no 27, au premier tour (6-4, 3-6, 6-3, 6-3) puis enchaîne contre Denis Istomin (6-1, 7-5, 6-1) pour arriver pour la première fois au troisième tour d'un Grand Chelem. Il accroche alors le 9e mondial, Kei Nishikori (5-7, 4-6, 7-64, 6-0, 4-6) en passant non loin de la victoire. Il estime que ce tournoi lui a « donné l'expérience dont il avait besoin ».
Sur dur au Masters du Canada à Montréal, il atteint les huitièmes de finale en battant Feliciano López (6-1, 4-6, 7-63) et le 13e mondial, David Goffin (7-5, 6-3), mais tombe contre le Français Adrian Mannarino (3-6, 3-6). Au Masters de Paris-Bercy, il s'incline au second tour contre le no 1 mondial, Rafael Nadal dans un bon match (5-7, 3-6).
Qualifié pour la première édition du Masters Next Gen, il arrive à sortir des poules en étant invaincu, battant Denis Shapovalov, Andrey Rublev et le local Gianluigi Quinzi. Il se qualifie ensuite pour la finale en s'imposant face à Daniil Medvedev (4-1, 4-1, 34-4, 1-4, 4-0) puis il domine une deuxième fois Andrey Rublev (35-4, 4-32, 4-2, 4-2) en finale pour s'offrir le titre. Il estime, après son match, qu'il ne « sais pas comment il a fait pour s'imposer ».

### 2018: demi-finale à l'Open d'Australie et intégration du top 20
Il commence sa saison avec le tournoi de Brisbane où, après avoir vaincu le Luxembourgeois Gilles Müller, il s'incline contre le Britannique Kyle Edmund dans un match accroché (63-7, 7-5, 4-6). Sa préparation pour l'Open d'Australie continue la semaine suivante à Auckland où il s'adjuge une victoire sur le 16e mondial, John Isner (7-63, 5-7, 6-2). Il est battu au tour suivant par le vétéran David Ferrer (3-6, 2-6).
Lors du premier tournoi du Grand Chelem de l'année, à Melbourne, il profite de l'abandon de Mischa Zverev avant de se débarrasser assez facilement du jeune Russe Daniil Medvedev (7-64, 6-1, 6-1). Il crée la surprise au tour suivant en éliminant le no 4 mondial, l'Allemand Alexander Zverev (5-7, 7-63, 2-6, 6-3, 6-0), dans un match en cinq sets d'abord serré puis où il a largement dominé les débats dans les deux derniers. C'est la première fois de sa carrière qu'il bat un joueur du top 10 mondial, et il se qualifie aussi pour la première fois en huitième de finale d'un tournoi du Grand Chelem. Il affronte à ce stade son idole, le Serbe Novak Djokovic, sextuple vainqueur du tournoi alors de retour de blessure après six mois sans jouer. Dans une rencontre intense, physique et accrochée, Chung s'impose en 3 h 21 (7-64, 7-5, 7-63) en pratiquant le même tennis que son aîné pour le battre,. Le Coréen se qualifie ainsi pour les quarts de finale où il s'impose en trois sets (6-4, 7-65, 6-3) et 2 h 28 de jeu face à Tennys Sandgren, autre surprise du tournoi qui joue également son premier quart en Grand Chelem,. Handicapé par des ampoules au pied, Chung ne peut pleinement défendre ses chances en demi-finale et il finit par abandonner après à peine une heure de jeu, alors qu'il est mené 1-6, 2-5 contre le no 2 mondial, Roger Federer,. Son parcours à l'Open d'Australie lui permet d'intégrer le top 30 du classement ATP, avec un bond de 29 places qui le fait passer de la 58e à la 29e place mondiale.
Il revient pour le tournoi de Delray Beach, où il s'incline en quart de finale face à Frances Tiafoe, le futur lauréat. Puis à Acapulco, il s'incline de nouveau en quart, contre Kevin Anderson. Pour le premier Masters 1000 de l'année, à Indian Wells, Chung est tête de série numéro 23 et exempté de 1er tour ; il passe Dušan Lajović (69-7, 6-3, 6-3) et Tomáš Berdych (6-4, 6-4), puis s'offre une place en quart de finale en battant facilement Pablo Cuevas (6-1, 6-3), en ayant toutefois besoin de dix balles de match pour conclure. Il s'incline finalement au tour suivant contre le no 1 mondial Roger Federer (7-5, 6-1), accusant le coup mentalement malgré un premier set de haute qualité. Il enchaîne la semaine suivante avec le Masters de Miami, où il bat successivement Matthew Ebden, Michael Mmoh et João Sousa, ce qui lui permet de disputer un nouveau quart de finale où il est cependant nettement battu par John Isner (6-1, 6-4).
Une blessure à la jambe compromet alors sa saison sur terre battue. Il ne dispute que quatre matchs sur cette surface, atteignant tout de même une demi-finale à Munich. Il fait ensuite l'impasse sur Roland-Garros et Wimbledon. De retour sur dur, il est quart de finaliste à Atlanta et Winston-Salem mais s'incline dès le deuxième tour à l'US Open. De nouveau victime d'ampoules au pied droit, il abandonne lors du tournoi de Stockholm et met un terme à sa saison.

### Depuis 2019: blessures à répétition
Début 2019, sa défaite au deuxième tour de l'Open d'Australie contre Pierre-Hugues Herbert le fait sortir du top 50. Après son échec au premier tour à Rotterdam, il manque cinq mois de compétition en raison d'une blessure au dos. Il fait un retour victorieux fin juillet au Challenger de Chengdu, s'imposant en finale contre Yuichi Sugita. Retombé au 170e rang mondial, il s'extirpe des qualifications de l'US Open puis bat difficilement l'invité Ernesto Escobedo en cinq sets et renverse ensuite Fernando Verdasco après avoir été mené deux sets à zéro puis 5-2 dans la dernière manche (1-6, 2-6, 7-5, 6-3, 7-63). Il s'incline assez largement contre le no 2 mondial Rafael Nadal au 3e tour (6-3, 6-4, 6-2). Début octobre, il bat Marin Čilić à Tokyo et atteint les quarts de finale. Il signe également une victoire sur Milos Raonic à Vienne.
En 2020, il ne dispute que six matchs après un début de saison marqué par une tendinite à la main. Il ne participe ensuite à aucun tournoi à partir des Internationaux de France jusqu'au mois de septembre, en raison d'une opération mineure au dos. En 2021, Hyeon Chung communique, sur les réseaux sociaux, qu’il a subi une opération au dos pour régler ses problèmes tout en assurant que « tout allait bien ». Il refait une apparition sur les courts deux ans plus tard lors du tournoi de Séoul en 2022. Associé en double à Kwon Soon-woo, la paire parvient en demi-finale. Son retour en simple a lieu le 26 avril 2023 à l'occasion du Challenger de Séoul. Il est éliminé dès le premier tour par l'Australien Jordan Thompson. Il perd quatre autres matchs au niveau Challenger avant de s'aligner aux qualifications du Tournoi de Wimbledon. Il remporte son premier match de l'année en dominant le Bulgare Dimitar Kuzmanov puis abandonne contre Enzo Couacaud. Après une nouvelle année d'absence, il réapparait en compétition en septembre 2024 dans un tournoi ITF au Japon. Il lui faut attendre le Challenger de Séoul pour passer à nouveau le premier tour, face à son compatriote Yun-seong Chung.
En janvier 2025, il remporte un tournoi à Bali (25 000 $) où il était invité. Il confirme avec une finale en Chine à Luan, suivie de deux titres au Japon à Nishitōkyō et Tsukuba, lui permettant de retrouver le top 500.

## Style de jeu
Son meilleur coup, croisé ou décroisé, reste son revers qui est très fiable et lui permet de gagner de nombreux points. Il a un coup droit très explosif. Il est capable de gêner n’importe quel adversaire. Cependant, il a tendance à faire des fautes lorsqu’il est mis sous pression, ce qui peut lui faire perdre des matchs pourtant à sa portée. Sa vitesse lui permet d’être très bon dans les déplacements latéraux. C’est un bon défenseur qui aime surtout jouer un jeu agressif du fond de court. C’est un joueur très agile qui est capable de retourner les gros serveurs, comme il l'a fait lors de sa victoire face à Novak Djokovic en Australie. Son service n’est pas systématiquement dangereux ; il a plutôt tendance à faire en sorte que son service le mette dans de bonnes conditions pour les échanges. De ce fait, il ne fait pas trop d'aces.

## Palmarès

### Titre en simple messieurs
| No | Date       | Nom et lieu du tournoi     | Catégorie       | Dotation    | Surface    | Finaliste     | Score                |          |
| -- | ---------- | -------------------------- | --------------- | ----------- | ---------- | ------------- | -------------------- | -------- |
| -  | 07-11-2017 | Next Gen ATP Finals, Milan | Next Gen Finals | 1 275 000 $ | Dur (int.) | Andrey Rublev | 35-4, 4-32, 4-2, 4-2 | Parcours |

### Finale en simple messieurs
Aucune

## Parcours dans les tournois duGrand Chelem

### En simple
| Année | Open d'Australie | Open d'Australie | Internationaux de France | Internationaux de France | Wimbledon       | Wimbledon     | US Open        | US Open      |
| ----- | ---------------- | ---------------- | ------------------------ | ------------------------ | --------------- | ------------- | -------------- | ------------ |
| 2015  | —                | —                | —                        | —                        | 1er tour (1/64) | P.-H. Herbert | 2e tour (1/32) | S. Wawrinka  |
| 2016  | 1er tour (1/64)  | Novak Djokovic   | 1er tour (1/64)          | Quentin Halys            | —               | —             | —              | —            |
| 2017  | 2e tour (1/32)   | Grigor Dimitrov  | 3e tour (1/16)           | Kei Nishikori            | —               | —             | 2e tour (1/32) | John Isner   |
| 2018  | 1/2 finale       | Roger Federer    | —                        | —                        | —               | —             | 2e tour (1/32) | M. Kukushkin |
| 2019  | 2e tour (1/32)   | P.-H. Herbert    | —                        | —                        | —               | —             | 3e tour (1/16) | Rafael Nadal |

N.B. : à droite du résultat se trouve le nom de l'ultime adversaire.

### En double
| Année | Open d'Australie                                                                  | Open d'Australie | Internationaux de France                                                              | Internationaux de France | Wimbledon | Wimbledon                                                                           | US Open                                                                             | US Open |
| ----- | --------------------------------------------------------------------------------- | ---------------- | ------------------------------------------------------------------------------------- | ------------------------ | --------- | ----------------------------------------------------------------------------------- | ----------------------------------------------------------------------------------- | ------- |
| 2015  | —                                                                                 | —                | —                                                                                     | —                        | —         | —                                                                                   | 1er tour (1/32) M. Kukushkin \|\| style="text-align:left;" \| F. Čermák Jiří Veselý |         |
| 2016  | 1er tour (1/32) Radu Albot \|\| style="text-align:left;" \| P. Andújar P. Carreño | —                | —                                                                                     | —                        | —         | —                                                                                   | —                                                                                   |         |
| 2017  | —                                                                                 | —                | 1er tour (1/32) Radu Albot \|\| style="text-align:left;" \| Scott Lipsky Leander Paes | —                        | —         | 2e tour (1/16) Lu Yen-hsun \|\| style="text-align:left;" \| J.-J. Rojer Horia Tecău |                                                                                     |         |
| 2018  | 1/8 de finale Radu Albot \|\| Forfait                                             | —                | —                                                                                     | —                        | —         | —                                                                                   | —                                                                                   |         |

N.B. : à droite du résultat se trouve le nom de l'ultime adversaire.

### En double mixte
| Année | Open d'Australie             | Open d'Australie           | Internationaux de France | Internationaux de France | Wimbledon | Wimbledon | US Open | US Open |
| ----- | ---------------------------- | -------------------------- | ------------------------ | ------------------------ | --------- | --------- | ------- | ------- |
| 2016  | 1er tour (1/16) Zheng Saisai | Elena Vesnina Bruno Soares | —                        | —                        | —         | —         | —       | —       |

N.B. : le nom de la partenaire se trouve sous le résultat ; le nom des ultimes adversaires se trouve à droite.

## Parcours dans lesMasters 1000
| Année | Indian Wells             | Miami                    | Monte-Carlo | Madrid            | Rome | Canada                     | Cincinnati              | Shanghai              | Paris            |
| ----- | ------------------------ | ------------------------ | ----------- | ----------------- | ---- | -------------------------- | ----------------------- | --------------------- | ---------------- |
| 2015  | —                        | 2e tour T. Berdych       | —           | —                 | —    | 1er tour L. Mayer          | —                       | —                     | —                |
| 2016  | 1er tour A. Ramos        | 1er tour Denis Kudla     | —           | —                 | —    | —                          | —                       | —                     | —                |
| 2017  | —                        | 1er tour D. Džumhur      | —           | —                 | —    | 1/8 de finale A. Mannarino | 1er tour F. López       | 2e tour R. Gasquet    | 2e tour R. Nadal |
| 2018  | 1/4 de finale R. Federer | 1/4 de finale John Isner | —           | 1er tour R. Haase | —    | —                          | 2e tour J. M. del Potro | 2e tour M. Cecchinato | —                |

N.B. : sous le résultat se trouve le nom de l’ultime adversaire.

## Victoires sur le top 10
Toutes ses victoires sur des joueurs classés dans le top 10 de l'ATP lors de la rencontre.
| Légende      |
| Grand Chelem |
| Masters 1000 |
| 500 Series   |
| 250 Series   |

| # | C.H.  | Tournoi          | Année | Surface | Adversaire       | Rang | Tour | Score                    |
| - | ----- | ---------------- | ----- | ------- | ---------------- | ---- | ---- | ------------------------ |
| 1 | no 58 | Open d'Australie | 2018  | Dur     | Alexander Zverev | no 4 | 1/16 | 5-7, 7-63, 2-6, 6-3, 6-0 |

## Classements ATP en fin de saison
| Année          | 2012 | 2013 | 2014 | 2015 | 2016 | 2017 | 2018 | 2019 | 2020 |
| Rang en simple | 970  | 501  | 173  | 51   | 104  | 58   | 25   | 129  | 160  |
| Rang en double | 1267 | 582  | 382  | 649  | 221  | 399  | 323  | -    |      |

Source : (en) Classements de Chung Hyeon sur le site officiel de la Fédération internationale de tennis